# Турнір чемпіонок WTA Garanti Koza 2013
Турнір чемпіонок WTA Garanti Koza 2013 - жіночий тенісний турнір в одиночному розряді, яких проходив на закритих кортах з твердим покриттям. Спонсором турніру була турецька будівельна компанія Garanti Koza (перший рік у рамках дворічної угоди). Турнір відбувся вп'яте і належав до Туру WTA 2013. Того року турнір удруге відбувся в Софії на кортах Arena Armeec. Тривав з 29 жовтня до 3 листопада. Надія Петрова була чинною чемпіонкою, але того року не змогла ні кваліфікуватися, ні одержати вайлд-кард.

## Призовий фонд і очки
Сумарний призовий фонд Турніру чемпіонок WTA Garanti Koza 2013 становив 750 тис. доларів США.
| Етап                         | Одиночний розряд | Очки! 1   |
| ---------------------------- | ---------------- | --------- |
| Чемпіонка                    | RR2 + 190 тис.   | RR2 + 195 |
| Фіналістка                   | RR2 + 65 тис.    | RR2 + 75  |
| Півфіналістка                | RR2 + 10 тис.    | RR2       |
| Круговий турнір (3 перемоги) | 80 тис.          | 180       |
| Круговий турнір (2 перемоги) | 65 тис.          | 145       |
| Круговий турнір (1 перемога) | 50 тис.          | 110       |
| Круговий турнір (0 перемог)  | 35 тис.          | 75        |
| Запасна                      | 7,5 тис.3        | 0         |

- 1 за кожен зіграний в круговому турнірі матч гравчиня автоматично одержує 25 очок, а за кожну перемогу в круговому турнірі - ще додатково 35
- 2 RR означає грошовий приз чи очки, здобуті на етапі кругового турніру.
- 3 Запасна одержує $7,5 тис. навіть якщо не бере участі.

### Кваліфікувалися
| Рейтинг WTA в одиночному розряді (21 жовтня 2013) |                        |         |                                  |
| Сіяна                                             | Гравчиня               | Рейтинг | Виграла                          |
|                                                   | Каролін Возняцкі*      | 10      | Люксембург                       |
|                                                   | Роберта Вінчі*         | 13      | Катовіце Палермо                 |
| 1                                                 | Сімона Халеп           | 14      | Нюрнберг 'с-Гертогенбос Будапешт |
| 2                                                 | Ана Іванович           | 16      | Wildcard                         |
| 3                                                 | Марія Кириленко        | 18      | Паттайя                          |
| 4                                                 | Саманта Стосур         | 19      | Осака                            |
| 5                                                 | Олена Весніна          | 25      | Гобарт                           |
| 6                                                 | Анастасія Павлюченкова | 26      | Монтеррей Оейраш                 |
| 7                                                 | Алізе Корне            | 27      | Страсбург                        |
| 8                                                 | Цветана Піронкова      | 118     | Вайлд-кард                       |
| Запасна                                           | Еліна Світоліна        | 40      | Баку                             |

## Переможниці та фіналістки

### Одиночний розряд
- Сімона Халеп —  Саманта Стосур, 2–6, 6–2, 6–2